# ディートリッヒ・シュタウファー
ディートリッヒ・シュタウファー（Dietrich Stauffer、1943年2月6日 - 2019年8月6日）はドイツの物理学者。表記はスタウファーとも。
専門は統計物理学、計算物理学、経済物理学。
パーコレーションの理論で有名。

## 経歴
- 1943年 ボンにて、神学教授エセルバート・シュタウファーの息子として生まれる。
- 1970年 ミュンヘン工科大学で博士号取得。
- 1977年 ケルン大学理論物理学教授。
- 1987年-1990年 ユーリッヒ研究センターハイパフォーマンスコンピューティングセンター。
- 1985年 フンボルト賞。
- 2006年 リエージュ大学名誉博士。

## 著書
- D. Stauffer and A. Aharony, Introduction to Percolation Theory, 1992
  - 小田垣孝訳『浸透理論の基礎』吉岡書店、1988年
  - 小田垣孝訳『パーコレーションの基本原理』吉岡書店、2001年
- D. Stauffer, Theoretische Physik (Eine Kurzfassung, vor allem fur Lehramtler), 1993
- D. Stauffer et al. , Computer simulation and computer algebra, 1993
  - 金田康正監訳『よくわかる計算機物理』シュプリンガー・フェアラーク東京、1990年
- S.M. de Oliveira, P.M.C. de Oliveira und D. Stauffer, Evolution, money, war and computers, 1999
- D. Chowdhury und D. Stauffer, Principles of equilibrium statistical mechanics, 2000
- D. Stauffer et al. , Biology, Sociology, Geology by Computational Physics, 2006
- D. Stauffer, H. E. Stanley, From Newton to Mandelbrot
  - 宮島佐介・西原宏訳『ニュートンからマンデルブロまで』朝倉書店、1993年